# چارلز لنکس ریچاردسون

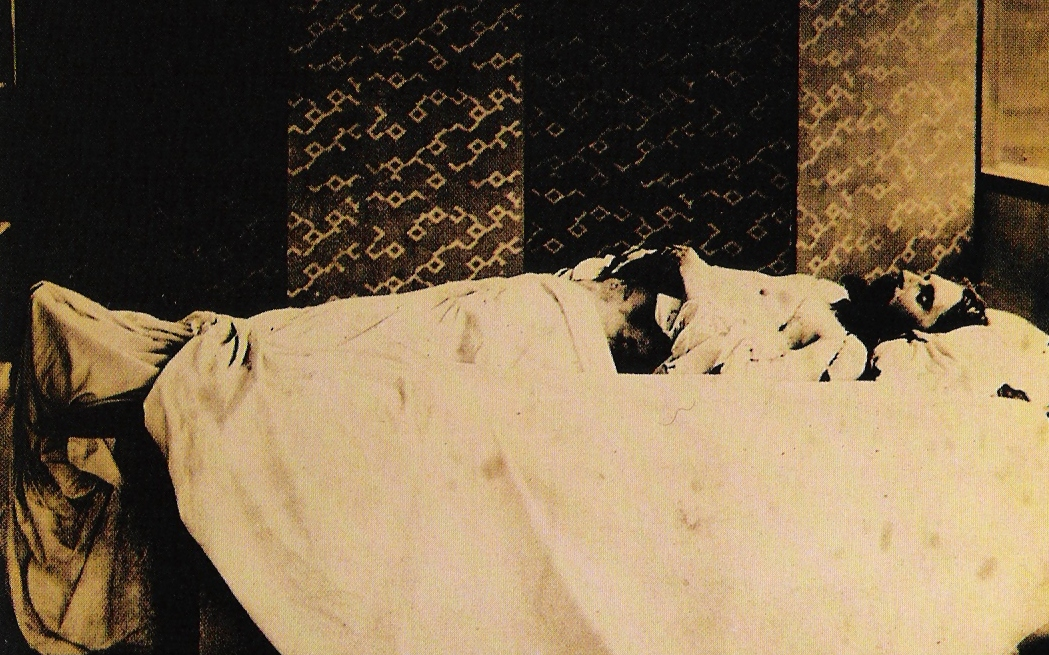
جسد چارلز لنکس ریچاردسون، ۱۸۶۲

چارلز لنکس ریچاردسون (انگلیسی: Charles Lennox Richardson) (۱۶ آوریل ۱۸۳۴ – ۱۴ سپتامبر ۱۸۶۲) یک تاجر انگلیسی در شانگهای و در ژاپن بود. وی در طی حادثه ناماموگی کشته شد.